# Clément Chevrier
Clément Chevrier, nascido a 29 de junho de 1992 em Amiens, é um ciclista francês. Estreiou em 2014 com a equipa Bissell Development Team e desde a temporada de 2017 corre com a equipa AG2R La Mondiale.

## Palmarés
2013 (como amador)
- 1 etapa do Tour de Saboia

## Resultados nas grandes voltadas
| Carreira           | 2014 | 2015 | 2016 | 2017 | 2018 | 2019 |
| ------------------ | ---- | ---- | ---- | ---- | ---- | ---- |
| Giro d'Italia      | -    | 69º  | -    | 81º  | -    | -    |
| Tour de France     | -    | -    | -    | -    | -    | -    |
| Volta a Espanha    | -    | -    | 41º  | 61º  | -    | -    |
| Mundial em Estrada | -    | -    | -    | -    | -    | -    |

-: não participa

Ab.: abandono